# Coccochora
Coccochora — рід грибів. Назва вперше опублікована 1909 року.

## Класифікація
До роду Coccochora відносять 4 види:
- Coccochora kusanoi
- Coccochora lebeckiae
- Coccochora quercicola
- Coccochora rubi